# エバン・ロバーツ
エバン・ジョン・ロバーツ（英語: Evan John Roberts, 1878年6月8日 - 1951年9月29日）は、1904年から1905年のウェールズ・リバイバルの指導者。

## 生涯
ウェールズに生まれた。11歳から23歳まで炭鉱で働きながら、毎晩ウェールズ長老教会のモリヤ・チャペルに通った。

## ミニストリー
1904年、神学校に入る。福音伝道者セス・ジョシュアの礼拝に出席し、聖霊のバプテスマを求めるようになった。故郷のモリヤ・チャペルで説教をはじめ、ウェールズにリバイバルが起こった。ウェールズ中の10万人がキリスト教信仰に回帰したと言われる。
メッセージ、四つのポイント
1. すべての罪の告白
2. すべての悪い習慣を取り除く
3. 聖霊に完全に従う
4. 福音伝道

## 遺産
ウェールズのリバイバルは、英国から大陸ヨーロッパ、ノルウェー、北米にまで波及した。